# Monumento al Sagrado Corazón de Jesús (Cuenca)
El monumento al Sagrado Corazón de Jesús es una estatua construida en honor a Jesús de Nazaret en lo alto del cerro del Socorro, a 1147 m de altitud y próximo al término urbano de Cuenca.

## Construcción
Las obras se iniciaron en verano de 1951, promovidas por el obispo Inocencio Rodríguez Díez, según el proyecto del arquitecto Eduardo Torallas y mediante ejecución del estudio de Andrés Rodríguez Escribano. Al poco tiempo, la falta de fondos había paralizado prácticamente las obras. Aunque el ayuntamiento aportó 50 000 pesetas, en marzo de 1953 el obispo solicitó en una entrevista del periódico Ofensiva la colaboración de todos los conquenses. El 14 de julio de 1957, el monumento, cuya obra había costado un millón de pesetas, fue inaugurado y consagrado al Sagrado Corazón de Jesús en un acto al que estuvieron presentes las autoridades y unas 5000 personas.

## El monumento

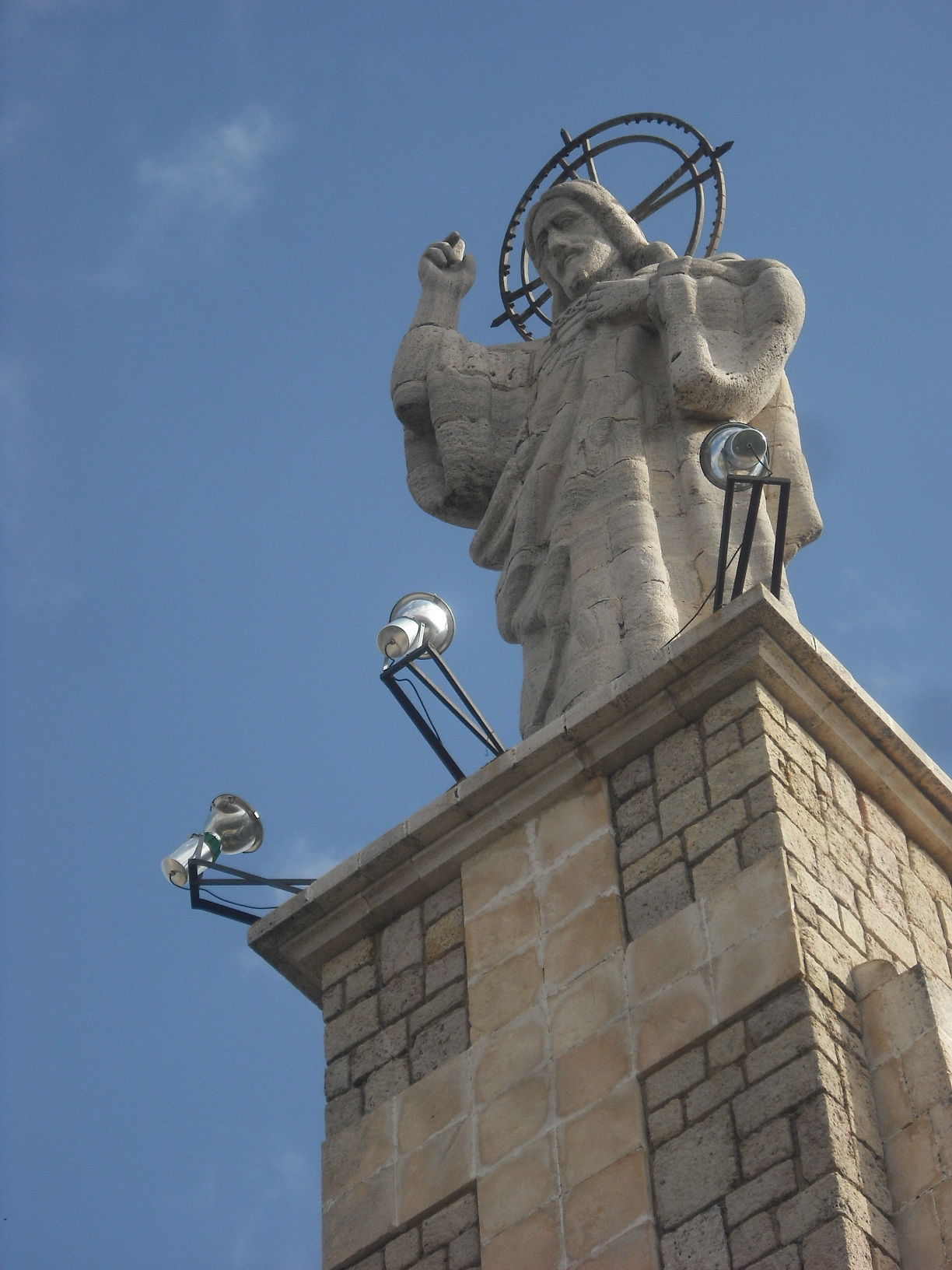
Detalle de la estatua del Sagrado Corazón de Jesús.

El monumento, de 30 metros de altura, consta de un pedestal de unos 20 metros fabricado con piedra de las canteras de Cuenca, encima del cual se yergue una estatua de piedra de Torrubia del Campo esculpida por José Bieto Masip. La estatua está coronada por una aureola de hierro galvanizado en forma de cruz de ocho metros de diámetro y dos de altura. En la base de la obra se encuentra una imagen de la Virgen del Perpetuo Socorro.
En lo alto del cerro del Socorro, al pie del monumento, se encuentra un mirador desde el cual se puede observar el casco antiguo de Cuenca.